# Santa Bàrbara de Das
Santa Bàrbara és una ermita del municipi de Das (Cerdanya) protegit com a bé cultural d'interès local.
L'ermita de Santa Bàrbara és a la sortida del nucli de Das a l'antiga carretera de Das a Urús. Ara aquesta carretera queda al costat i per sota de la C-16 que porta de Puigcerdà al Túnel del Cadí. Al municipi de Das hi ha antigues explotacions mineres de lignit al nucli de Sanavastre, primer en galeria i posteriorment a cel obert; i de manganès en galeria a la zona de Coma Oriola a la muntanya de la Tossa. La mineria hi va ser al llarg del segle xx una activitat econòmica important i testimoni d'aquesta és l'existència de la capella de Santa Bàrbara, patrona dels miners.
Ermita d'una sola nau amb sostre de fusta i l'altar en hemicicle. A cada costat de l'altar s'obre una petita finestra de mig punt, així com als costats de la porta i una damunt.
A considerable alçada, s'aprecia una aresta al llarg de la paret. El campanar s'aixeca damunt de la porta en forma d'espadanya senzilla. La porta és de mig punt molt senzilla. La inscripció que hi ha a la porta, sobre llosa calcària de color vermell, indica la data de 1902, que podria ser la data de construcció o de la darrera remodelació.
És un edifici amb una única nau de planta rectangular capçada per un absis semicircular, orientada nord-sud. La nau és coberta per llosat a doble vessant. La porta, obert al sud, és d'arc de mig punt i és flanquejada a banda i banda per dues petites finestres també d'arc de mig punt. Damunt de la porta hi ha un ull de bou. Totes les obertures estan emmarcades amb dovelles fetes de roca calcària. La façana és rematada per un campanar d'espadanya fet de maó massís que conté una la campana. L'absis té una petita finestra central de mig punt. El material constructiu és pedra local calcària disposada de forma irregular sobre un sòcol fet de grans carreus de calcària vermella de la zona. Excepte la façana tot l'edifici està arrebossat